# ألبرت ديك
ألبرت ديك (بالإنجليزية: A. B. Dick)‏ هو شخصية أعمال أمريكي، ولد في 16 أبريل 1856 في ليك فورست في الولايات المتحدة، وتوفي في 15 أغسطس 1934.